# Kasteel van Strijtem

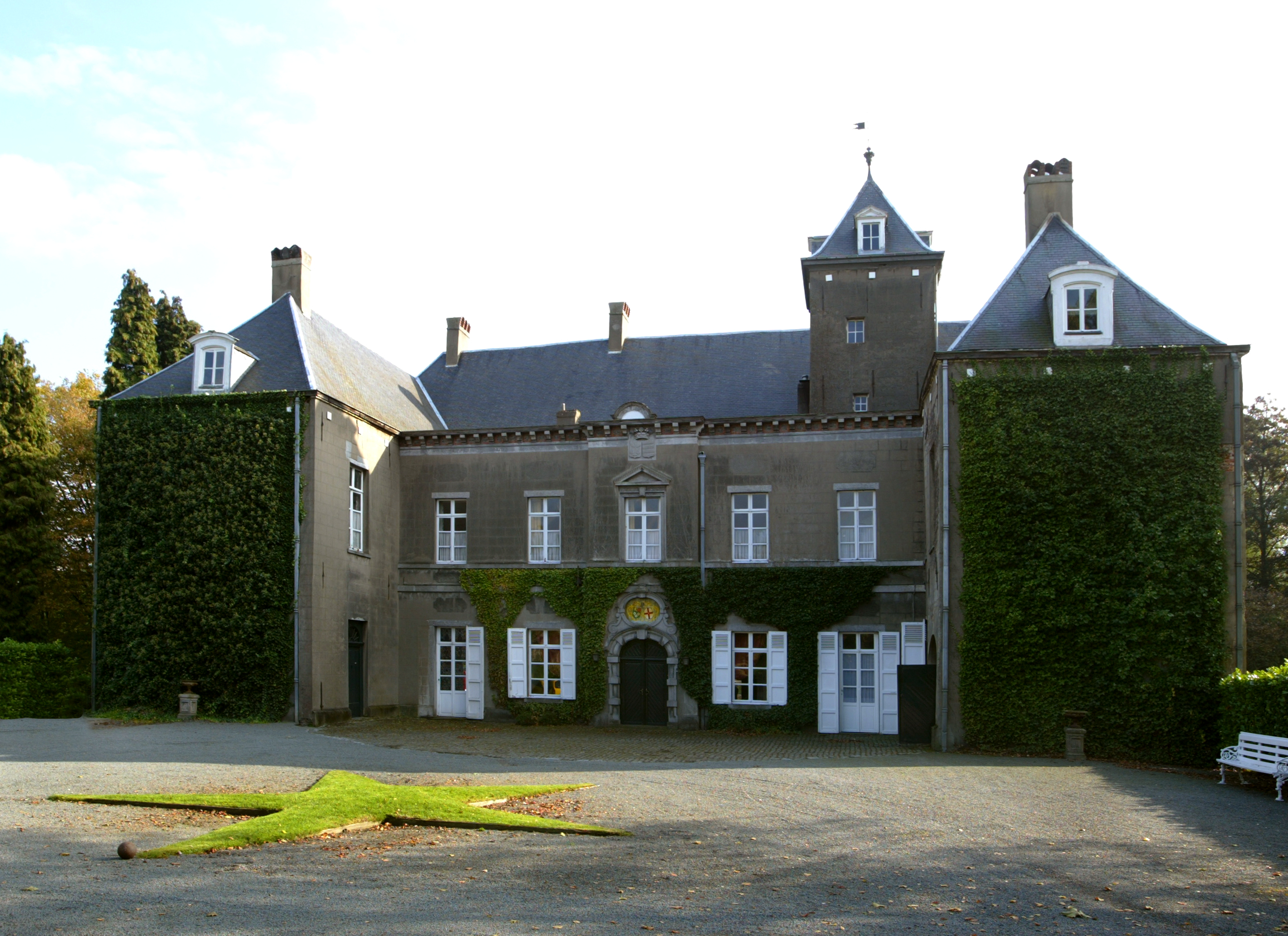
Kasteel van Strijtem

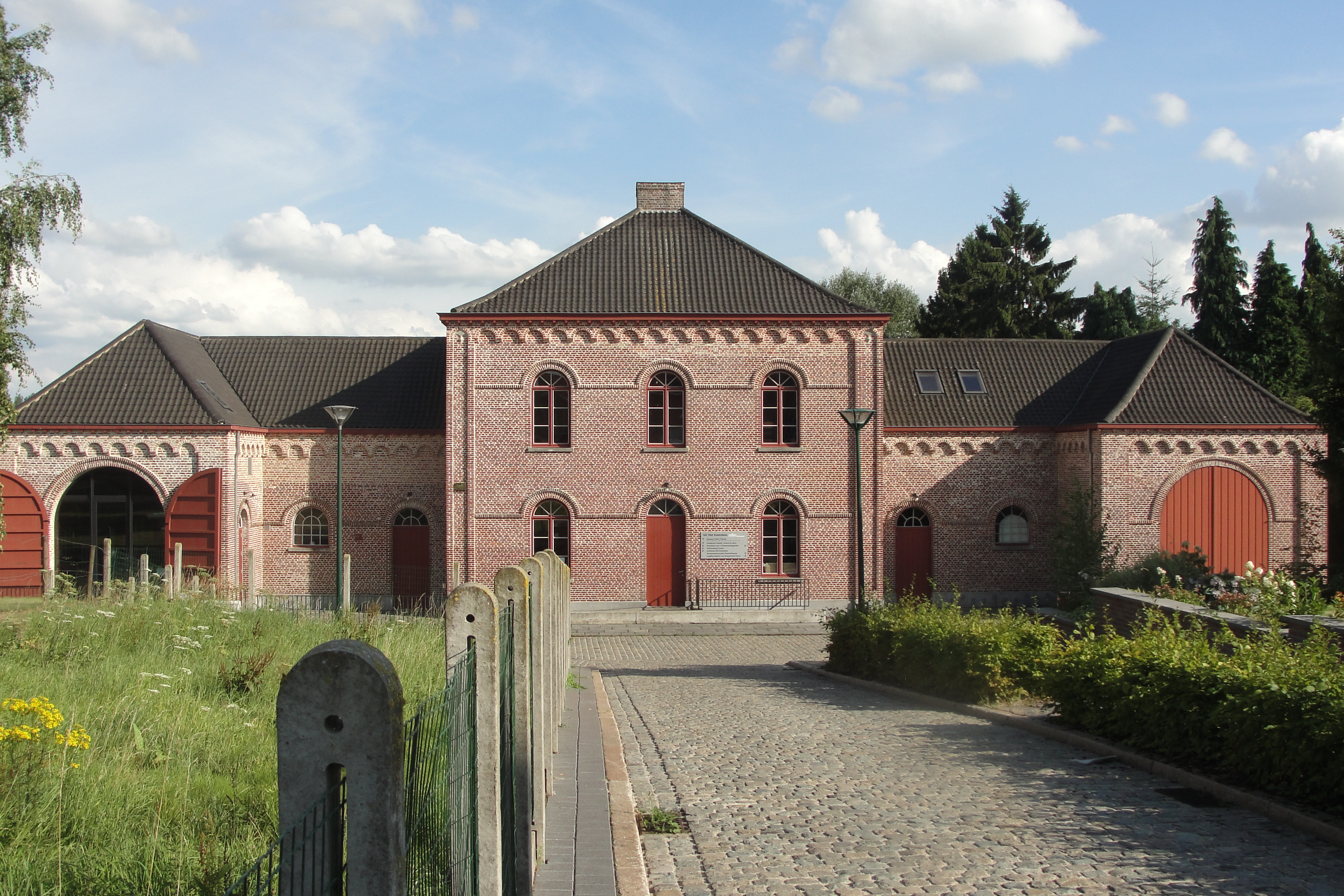
Koetshuis Strijtem

Het Kasteel van Strijtem is een kasteel in de tot de Vlaams-Brabantse gemeente Roosdaal behorende plaats Strijtem, gelegen aan de Evenepoelstraat 7 en het Strijtemplein 15.

## Geschiedenis
In elk geval in 1641 was er al een kasteel op deze plaats, maar vermoedelijk bestond het al veel eerder. Midden 18e eeuw kwam het in handen van de familie Van Volden en via huwelijk in bezit van de familie de Failly die tot 1935 eigenaar bleef. Het was aanvankelijk een op een eiland gelegen kasteel dat ook over een neerhof beschikte.
Omstreeks 1860 werd het kasteel ingrijpend verbouwd. Het neerhof werd daarbij afgebroken en in plaats daarvan kwam een koetshuis in neoclassicistische stijl. De slotgracht werd gedempt.
Het geheel wordt vanaf 1935 omgeven door een landschapspark van ongeveer 1 ha.